# OR8D4
OR8D4 (англ. Olfactory receptor family 8 subfamily D member 4) – білок, який кодується однойменним геном, розташованим у людей на короткому плечі 11-ї хромосоми. Довжина поліпептидного ланцюга білка становить 314 амінокислот, а молекулярна маса — 35 019.
| 10         |  | 20         |  | 30         |  | 40         |  | 50         |
| ---------- |  | ---------- |  | ---------- |  | ---------- |  | ---------- |
| MGVKNHSTVT |  | EFLLSGLTEQ |  | AELQLPLFCL |  | FLGIYTVTVV |  | GNLSMISIIR |
| LNRQLHTPMY |  | YFLSSLSFLD |  | FCYSSVITPK |  | MLSGFLCRDR |  | SISYSGCMIQ |
| LFFFCVCVIS |  | ECYMLAAMAC |  | DRYVAICSPL |  | LYRVIMSPRV |  | CSLLVAAVFS |
| VGFTDAVIHG |  | GCILRLSFCG |  | SNIIKHYFCD |  | IVPLIKLSCS |  | STYIDELLIF |
| VIGGFNMVAT |  | SLTIIISYAF |  | ILTSILRIHS |  | KKGRCKAFST |  | CSSHLTAVLM |
| FYGSLMSMYL |  | KPASSSSLTQ |  | EKVSSVFYTT |  | VILMLNPLIY |  | SLRNNEVRNA |
| LMKLLRRKIS |  | LSPG       |  |            |  |            |  |            |

A: Аланін

C: Цистеїн

D: Аспарагінова кислота

E: Глутамінова кислота

F: Фенілаланін

G: Гліцин

H: Гістидин

I: Ізолейцин

K: Лізин

L: Лейцин

M: Метіонін

N: Аспарагін

P: Пролін

Q: Глутамін

R: Аргінін

S: Серин

T: Треонін

V: Валін

Кодований геном білок за функціями належить до рецепторів, g-білокспряжених рецепторів, білків внутрішньоклітинного сигналінгу. 
Локалізований у клітинній мембрані, мембрані.